# Fez (videogioco)
Fez è un videogioco indipendente sviluppato dalla Polytron Corporation. Originariamente disponibile solamente su Xbox Live Arcade, il gioco fu successivamente distribuito su Steam e GOG.com. Sono state realizzate conversioni di Fez per macOS, Linux, PlayStation 3, PlayStation 4, PlayStation Vita, iOS e Nintendo Switch. A dicembre 2013 Fez ha venduto oltre un milione di copie.
Nel corso dell'E3 2013 Polytron annuncia il sequel del gioco, dal titolo Fez 2. Il seguito viene tuttavia annullato per volontà di Phil Fish.

## Trama
La storia di Fez gira attorno a Gomez, una creatura bidimensionale che vive in un mondo 2D. Un giorno, Gomez trova uno strano e misterioso artefatto chiamato "Esaedro", che gli dona un Fez magico che gli permette di vedere il mondo dove vive a tre dimensioni. Poco prima che Gomez possa provare la sua nuova abilità, l'Esaedro si frantuma improvvisamente facendo comparire al mondo tridimensionale dei buchi neri dimensionali. Dopo questa esplosione appare un ipercubo fluttuante, che gli spiega che lui deve ritrovare i frammenti dell'Esaedro, sparsi in tutto il mondo dopo la deflagrazione.

## Modalità di gioco
Lo scopo del gioco è quello di collezionare i 32 cubi sparsi in tutto il mondo, così da ricomporre l'Esaedro e riportare alla normalità il mondo di Gomez. I Cubi e i relativi frammenti sono visibili e possono essere raccolti semplicemente toccandoli. Il giocatore può inoltre trovare e raccogliere 32 anticubi, trovabili solo risolvendo vari puzzle; la maggior parte di questi rompicapi richiedono una forma di crittoanalisi. Cubi e anticubi hanno lo stesso valore, quindi il giocatore per finire il gioco può anche non trovare tutti i cubi se possiede già degli anticubi. Mano a mano che li trova, le porte per dei nuovi mondi vengono sbloccate.
Fez si presenta inizialmente come un gioco 2D, dove Gomez può saltare, camminare, arrampicarsi, raccogliere oggetti e interagire con altri personaggi dei mondi. Tuttavia, il giocatore può cambiare la prospettiva in ogni momento, ruotando di 90 gradi lo schermo e di conseguenza anche la schermata di gioco. Questo cambiamento può portare a scoprire nuove porte o passaggi segreti. Seppure la profondità non è un fattore importante del tipo di gioco a due dimensioni, il giocatore può (e talvolta deve) trovare vantaggio in questa meccanica di gioco per effettuare delle azioni che normalmente sarebbero impossibili in un gioco tridimensionali.